# Бетина Жотева
Бетина Славчева Жотева е български журналист, телевизионен водещ, член на Съвета за електронни медии (мандат 2016 – 2022 година), назначена от квотата на президента Росен Плевнелиев. От май 2020 г. до април 2022 г. е председател на СЕМ.

## Биография
Родена е на 28 октомври 1964 г. в семейството на волейболиста Славчо Жотев и учителката по литература Людмила Антонова.
Била е омъжена за Огнян Чампоев, дипломат и служител от МВнР, впоследствие установен и обявен като секретен сътрудник на Държавна сигурност.

### Образование
Магистър е по философия и философски науки от Софийския университет „Св. Климент Охридски“. Бакалавърска степен получава от Държавния университет в Будапеща. Владее свободно пет езика – освен родния си също английски, руски, френски и испански. Ползва унгарски.

### Журналистическа кариера
Професионалното си развитие започва през 1990 г. в Българската национална телевизия (БНТ) под името Бетина Чампоева като водещ новини и редактор на международните новини. Била е специален кореспондент на БНТ в Белград от 1995 до 1997 г.
През 1996 г. Жотева е говорител на предизборния щаб на кандидат-президентската двойка на БСП – Иван Маразов и Ирина Бокова в кампанията за президентските избори същата година. По-късно за кратко е медиен съветник на Български бизнес блок на Жорж Ганчев.
В периода 2000-2005 г. е кореспондент на в. „Труд“ и директор на бюрото на вестника в Брюксел.

### Дипломатическа кариера
От 2005 г. до 2007 г. е консултант и анализатор към НАТО.
От 2007 г. до 2010 г. заема длъжността Първи секретар по въпросите на връзките с медиите и комуникационните стратегии в Постоянното представителство на Република България в Европейския съюз, Министерство на външните работи.
По това време става популярна реакцията ѝ по адрес на инсталацията на чешкия художник Давид Черни „Ентропа“, изправена пред сградата „Юстус Липсиус“ в Брюксел по случай чешкото председателство на ЕС. Жотева настоява за сваляне на българския сегмент.
„До откриването в четвъртък обаче изискахме от чешките си колеги т.нар. „творба“ да е махната от залата, защото в противен случай тук има мераклии, които искат да я боядисат или да я счупят с чукове, и то без да питаме чехите за това“, казала Жотева.

### Кариера в държавната администрация
- Директор на дирекция „Връзки с обществеността, комуникация и протокол“ в Министерството на финансите (октомври 2010 г. – март 2013 г.)
- Директор на дирекция „Връзки с обществеността, комуникация и протокол“ в Министерство на икономиката и енергетиката на България (март 2013 г. – юли 2013 г.)
- Съветник по медийната политика, връзките с обществеността и междуправителствените връзки в икономическия сектор в политическия кабинет на Екатерина Захариева, заместник министър-председател и министър на регионалното развитие и благоустройство в състава на служебното правителство на Георги Близнашки (август 2014 г. – ноември 2014 г.)
- Говорител на Министерство на външните работи в екипа на министър Даниел Митов (ноември 2014 г. – май 2016 г.)
- Член на СЕМ (май 2016 г. – май 2022 г.)[2]
- Председател на СЕМ (май 2020 г. – април 2022 г.)
- Дирекция „Публична комуникация“ на Прокуратура на България (от май 2022 г.)[14]

## Скандал с Къдринка Къдринова
На 15 юни 2017 г., на заседание на Комисията по културата и медиите към Народното събрание, журналистката Къдринка Къдринова отправя питане към Бетина Жотева, която тогава е член на Съвета за електронни медии, дали е вярно, че вицепремиерът Екатерина Захариева подкрепя закриването на „Радио България“?
Жотева отговаря: „Подозирам, че ме вкарвате в някаква интрига. Ако си отворите устата още веднъж за мен, ще видиш какво става.“
Заплахите са записани от репортерския диктофон на Къдринова, който е включен, за да записва цялата дискусия. Те са чути и от присъствалата на заседанието на комисията Снежана Тодорова, председател на Управителния съдет на СБЖ. Къдринова сезира Етичната комисия на Съюза на българските журналисти за случая.
Комисията на СБЖ и Асоциацията на европейските журналисти – България смятат за недопустими заплахите и агресивните реплики, отправени към Къдринова при изпълнение на професионалните ѝ задължения, от страна на член на СЕМ – регулаторния орган, чиято задача е да защитава свободата и плурализма на словото и информацията, и считат, че г-жа Жотева би трябвало да преосмисли поведението си и да поднесе извинения пред колежката Къдринова и цялата журналистическа колегия.